# Prêmio Hans Bethe
O Prêmio Hans Bethe (em inglês:  Hans Bethe Prize) é um prêmio anual concedido desde 1998 pela American Physical Society, por realizações em astrofísica, astrofísica nuclear, física atômica e áreas afins. É denominado em memória de Hans Bethe e dotado com 10.000 dólares.

## Recipientes
- 1998 John Norris Bahcall
- 1999 Edwin Ernest Salpeter
- 2000 Igal Talmi
- 2001 Gerald Brown
- 2002 Gordon Baym
- 2003 Michael Wiescher
- 2004 Wick Haxton
- 2005 Stanford Woosley
- 2006 Alastair Cameron
- 2007 James Ricker Wilson
- 2008 Friedrich-Karl Thielemann
- 2009 William David Arnett
- 2010 Claus Rolfs
- 2011 Christopher Pethick
- 2012 Manuel Peimbert, Silvia Torres-Peimbert
- 2013 George M. Fuller
- 2014 Karl-Ludwig Kratz
- 2015 James Lattimer
- 2016 Vassiliki Kalogera
- 2017 Stuart Louis Shapiro
- 2018 Keith Olive